# Philacra longifolia
Philacra longifolia är en tvåhjärtbladig växtart som först beskrevs av Henry Allan Gleason, och fick sitt nu gällande namn av John Duncan Dwyer. Philacra longifolia ingår i släktet Philacra och familjen Ochnaceae. Inga underarter finns listade i Catalogue of Life.